# Humbug
Humbug es el tercer álbum de estudio de la banda inglesa de indie rock Arctic Monkeys lanzado el 19 de agosto de 2009 por Domino Records. La banda comenzó a escribir canciones para el álbum a partir del verano de 2008, y lo terminó completamente en primavera del 2009.
Como su álbum pasado, Favourite Worst Nightmare (2007), Humbug fue lanzado primeramente en Japón el 19 de agosto de 2009, seguido por Australia, Brasil, Irlanda y Alemania el 21 de agosto de 2009. Fue luego lanzado en el Reino Unido el 24 de agosto de 2009, en los Estados Unidos un día después y en Grecia el 31 de agosto.

## Grabación
La banda empezó escribiendo canciones para este álbum al finalizar el verano de 2008 con el líder y cantante del grupo Alex Turner que sugiere que la inspiración para los primeros riffs de guitarra vinieran mientras la banda asistía al Latitude Festival en Suffolk.

## Sonido
Los primeros análisis del álbum sugieren que el sonido de Humbug es diferente al de los dos primeros álbumes de la banda, adaptando así un sonido oscuro y psicodélico característico. El disco está influenciado por la producción de Josh Homme y por el proyecto del cantante Alex Turner junto a Miles Kane The Last Shadow Puppets.

## Sencillos
El primer sencillo del álbum fue «Crying Lightning», confirmado por la página de la banda el 29 de junio de 2009. El 7 de julio fue lanzado en la BBC Radio 1 y el 8 de julio disponible para descargar vía iTunes.
El segundo, «Cornerstone», salió el 16 de noviembre de 2009 a la venta, contando con «Catapult», «Sketchead», y «Fright Lined Dining Room» como caras B.
El tercero Fue «My Propeller» que vio la luz el 22 de marzo de 2010 que contó con las caras B de «Joining The Dots», «The Afternoon's Hat» y «Don't Forget Whose Legs You're On».

### Canción extra
La versión japonesa de Humbug incluirá un bonus track como la versión japonesa de Favourite Worst Nightmare.

## Lista de canciones
La lista de canciones de Humbug fue confirmada por la página del grupo el 1 de junio de 2009.

Toda la música compuesta por Alex Turner. 
| N.º | Título                 | Duración |  |
| 1.  | «My Propeller»         | 3:27     |  |
| 2.  | «Crying Lightning»     | 3:43     |  |
| 3.  | «Dangerous Animals»    | 3:30     |  |
| 4.  | «Secret Door»          | 3:43     |  |
| 5.  | «Potion Approaching»   | 3:32     |  |
| 6.  | «Fire And The Thud»    | 3:57     |  |
| 7.  | «Cornerstone»          | 3:17     |  |
| 8.  | «Dance Little Liar»    | 4:43     |  |
| 9.  | «Pretty Visitors»      | 3:40     |  |
| 10. | «The Jeweller's Hands» | 5:44     |  |

### iTunes Bonus Track
| N.º | Título                     | Duración |  |
| 11. | «I Haven't Got My Strange» | 1:31     |  |

### Versión Japonesa
| N.º | Título           | Duración |  |
| 12. | «Red Right Hand» | 4:17     |  |

## Personal

#### Arctic Monkeys
- Alex Turner: voz principal, coros, guitarra principal, teclados

- Jamie Cook: guitarra rítmica

- Nick O'Malley: bajo, coros

- Matt Helders: batería, percusión, coros

#### Músicos adicionales
- John Ashton: teclados, coros

- Alison Mosshart: voces adicionales en «Fire And The Thud»

#### Producción
- Josh Homme: producción

- James Ford: producción

- Alain Johannes: ingeniería

- Justin Smith: asistencia de ingeniería

- Claudius Mittendorfer: ingeniería adicional

- Rich Costey: mezcla

- Howie Weinberg: masterización

#### Obra de arte
- Guy Aroch: fotografía de portada, fotografía de folleto

- Chapman Baehler: fotografía de folleto

- Mark Bull: fotografía de folleto

- Justin Smith: fotografía del folleto

## Posicionamiento
| Listas (2009)                    | Posición |
| -------------------------------- | -------- |
| Australia (ARIA)                 | 2        |
| Austria (Ö3 Austria Top 40)      | 7        |
| Bélgica (Ultratop)               | 1        |
| Dinamarca (Hitlisten)            | 4        |
| Finlandia Albums Chart           | 11       |
| Francia (SNEP)                   | 1        |
| Alemania (Media Control Charts)  | 4        |
| Grecia (Grecia Albums Chart)     | 17       |
| Irlanda (IRMA)                   | 1        |
| Italia (FIMI)                    | 17       |
| Japón (Oricon)                   | 3        |
| Holanda Netherlands Album Chart  | 2        |
| Nueva Zelanda (RIANZ)            | 3        |
| Noruega (Noruega Albums Chart)   | 7        |
| México (México Albums Chart)     | 23       |
| Polonia Polish Albums Chart      | 49       |
| Portugal Albums Chart            | 7        |
| España(PME)                      | 5        |
| Suecia Sverigetopplistan         | 12       |
| Suiza Albums Chart               | 7        |
| UK (The Official Charts Company) | 1        |
| US Top Independent Albums        | 1        |
| US Billboard 200                 | 15       |